# Семья Петтингилл
Семья Петтингилл (англ. Pettingill family) — печально известная австралийская преступная организация из Мельбурна, возглавляемая Кэт Петтингилл. Члены семьи были осуждены за целый ряд преступлений, включая незаконный оборот наркотиков, торговлю оружием и вооружённые грабежи.
Сыновья Кэт, Питер Аллен, Тревор Петтингилл и Лекс Пирс, считались самыми известными австралийскими торговцами оружием и наркотиками в 1980-х годах. Ещё один сын, Виктор Пирс, стал самым известным из всей семьи, после того как вместе с братом Тревором предстал перед судом по делу об убийстве полицейских на Уолш-стрит в 1988 году. Оба были оправданы вместе с двумя другими обвиняемыми. Жена Виктора Пирса, Венди, позже утверждала, что её муж планировал и совершил убийства вместе с обвиняемым. Кроме того, семья была замешана в печально известной войне мельбурнских гангстеров, в ходе которой ей был нанесен серьёзный удар, в частности, погиб один из её самых высокопоставленных членов, Виктор Пирс, в результате чего влияние семьи значительно ослабло.

## Члены семьи

### Кэт Петтингилл
Кэт Петтингилл (англ. Kath Pettingill; род. 27 марта 1935) — была проституткой, став со временем хозяйкой ряда борделей и наркоторговкой. У Кэт было 10 детей, из них шестеро сыновей, которые все стали преступниками. Петтингилл пришлось использовать стеклянный глаз, после того как она потеряла собственный глаз из-за того, что Ким Нельсон и Керин Томпсон пытались застрелить её через закрытую дверь.
С 2007 года Петтингилл жила в посёлке Винус-Бэй (Виктория).

### Деннис Брюс Аллен
Деннис Брюс Аллен (англ. Dennis Bruce Allen, был известен как «Мистер Смерть» (англ. Mr. Death) или «Мистер Д» (англ. Mr. D); род. 7 ноября 1951 в мельбурнском пригороде Карлтон — ум. 13 апреля 1987 в Мельбурне) — старший сын Кэт Петтингилл, убийца и торговец наркотиками. В 1970-х годах был приговорен к десяти годам тюремного заключения за изнасилование. В 1980-х годах считался крупнейшим торговцем наркотиками в мельбурнских пригородах Ричмонд и Саут-Ярра. Как утверждается, Аллен лично убил или приказал убить по меньшей мере 13 или 15 человек, включая расчленение бензопилой байкера из банды «Ангелы Ада» Энтона Кенни в 1985 году. Одной из выживших жертв стал гитарист Крис Стокли из кантри-рок-группы The Dingoes, в которого Аллен выстрелил в живот, пытаясь проникнуть на вечеринку. В 1985 году детективу-сержанту полиции штата Новый Южный Уэльс Роджеру Роджерсону было предъявлено обвинение в сговоре с Алленом для импорта героина. В результате, полицейский был осуждён за участие в торговле наркотиками, но был оправдан после апелляции. Сам Аллен избежал судебного преследования, имея важную информацию о коррумпированных сотрудников полиции штата Виктории.
Аллен скончался 13 апреля 1987 года от сердечной недостаточности, находясь в тюрьме в ожидании суда за убийство. Причиной смерти стало длительное употребление наркотиков.
Был женат на Сисси и имел троих детей.

### Питер Аллен
Питер Аллен (англ. Peter Allen; род. 25 января 1953) — второй сын Кэт Петтингилл, грабитель и торговец наркотиками. В общей сложности провёл 28 лет в тюрьме за вооружённые ограбления, нанесение тяжких телесных повреждений и торговлю наркотиками. Находясь в заключении торговал героином в тюрьме. Был освобожден из тюрьмы в 2002 году после отбывания наказания за вооружённое ограбление. Трое детей.

### Виктор Пирс
Виктор Джордж Пирс (англ. Victor George Peirce; род. 11 ноября 1958 в мельбурнском пригороде Порт-Мельбурн — ум. 1 мая 2002 года там же) — шестой сын Кэт Петтингилл, торговец наркотиками. Береговой рабочий. В 1990-х годах был осуждён за торговлю наркотиками и отбывал шестилетний срок тюремного заключения. Некоторое время был телохранителем убитого в мае 2000 года бизнесмена и мафиози Фрэнка Бенвенуто. Был расстрелян 1 мая 2002 года в мельбурнском пригороде Порт-Мельбурн в машине, припаркованной возле супермаркета. На похоронах Виктора присутствовал Джейсон Моран, член семьи Моран и бывший напарник убитого гангстера Альфонса Гангитано, в смерти которого он подозревался.
В 2002 году адвокат Роберт Рихтер заявил в суде, что Пирса убил наёмный убийца Эндрю Вениамин, якобы заявивший, что если не убьёт Виктора, то тот достанет его первым.
22 июня 2007 года полиция штата Виктория арестовала Фарука Ормана, заявившего, что он был водителем убийц Пирса. В сентябре 2007 года за незаконный оборот наркотиков был арестован Винс Бенвенуто, брат Фрэнка Бенвенуто. В полиции сообщили СМИ, что «он подозревается в убийстве Виктора Пирса». Но именно убийца Эндрю «Бенджи» Вениамин застрелил Пирса. Вениамин заявил: «Если я не получу Виктора, он достанет меня первым». В сентябре 2009 года неназванный человек, который привёл Вениамина к убийству, был признан виновным в убийстве Пирса и приговорён в ноябре 2009 года к минимуму 14 годам лишения свободы с учётом более двух лет проведённым им под стражей. В 2013 году выяснилось, что это был Орман. В 2004 году член Карлтонской банды Мик Гатто застрелил Вениамина во время ссоры и был оправдан присяжными, решившими, что он действовал в целях самообороны.

#### Венди Пирс
Венди Пирс (англ. Wendy Peirce) — супруга Виктора Пирса. Они не была замужем официально, но Венди родила Виктору родила четверых детей: Кристофер (1976 г.р.), Виктор (1978 г.р.), Кэти (1985—2009) и Винни (1992 г.р.).
Венди в течение 18 месяцев находилась под программой защитой свидетелей, что обошлось австралийскому бюджету примерно в 2 миллиона долларов. На суде она отказалась давать показания против обвиняемого, и все проходившие по этому делу были оправданы. В октябре 2005 года Венди Пирс рассказала СМИ о том, как её муж спланировал и осуществил убийство двух полицейских на Уолш-стрит в 1988 году, за что ему было предъявлено обвинение, но он был оправдан.
В сентябре 2008 года Венди Пирс была заключена в тюрьму на шесть месяцев после признания себя виновной в угрозах и преследовании бывших любовниц Виктора. В частности, она использовала Facebook, чтобы угрожать женщинам смертью.

#### Кэти Пирс
Кэти Пирс (англ. Wendy Peirce; род. в 1985 — ум. в 2009) — дочь Венди и Виктора Пирса. 15 декабря 2009 года была найдена мёртвой в своём доме в мельбурнском пригороде Гринсборо. Незадолго до смерти Кэти и её мать были освобождены под залог после инцидента в отеле Clare Castle в Порт-Мельбурне 28 марта 2009 года, когда постоялец отеля Марк Лозе получил тяжёлые травмы, став жертвой нападения с применением секача. Полиция утверждала, что Венди, Кэти Пирс и третья женщина предложили Тонг Яну 200 долларов за нападение на Роберта Сэйла, отца женщины, которая встречалась с бывшим парнем Кэти Пирс. Сэйлс сидел рядом с местом, где произошло нападение, но непосредственно в момент преступления вышел покурить, и в результате ошибочной идентификации Марк Лозе стал жертвой нападавшего. Старший судья окружного суда Джефф Четтл сказал на слушании о признании вины, что инцидент был «худшим примером умышленного причинения серьёзной травмы, который он видел». Тонг Ян признал себя виновным по обвинению в умышленном причинении серьёзного вреда, но не дал показаний против Кэти и Венди Пирс.

### Остальные члены
Лекс Пирс (англ. Lex Peirce; род. в 1960) — четвёртый сын Кэт Петтингилл, в отличие от других членов семьи, имел лишь незначительную судимость.
Тревор Петтингилл (англ. Trevor Pettingil; род. в 1965) — пятый сын Кэт Петтингилл, профессиональный преступник. Известен торговлей наркотиками и кражами со взломом, неоднократно осуждался за незаконное ношение огнестрельного оружия и преступления, связанные с наркотиками, отбыл несколько тюремных сроков. Тревор вместе с братом Виктором Пирсом был обвинён в убийстве полицейских на Уолш-стрит, но оправдан.
У сына Тревора Джейми Петтингилла было два приговора, в том числе один за нападение.
Джейми Петтингилл (англ. Jamie Pettingill; род. в 1963 — ум. в 1985) — шестой сын Кэт Петтингилл. Умер от передозировки героина в 1985 году в возрасте 21 года. Предполагалось, что он был замешан в вооружённом ограблении в мельбурнском пригороде Клифтон-Хилл.
Вики Брукс (англ. Vicki Brooks, урождённая Петтингилл; род. в 1954) — дочь Кэт Петтингилл. Пошла против семьи, дав показания в суде по делу об убийстве полицейских на Уолш-стрит. Была включена в программу защиты свидетелей.
Джейсон Райан (англ. Jason Ryan) — сын Вики Брукс. Вместе с матерью выступил против семьи, дав показания в суде по делу об убийстве полицейских на Уолш-стрит. Много лет боролся с наркоманией.

## В популярной культуре
В 1996 году вышла в свет биография Кэт Петтингилл, The Matriarch: The Kathy Pettingill Story, написанная Эдрианом Теймом, которая с тех пор несколько раз переиздавалась.
Жизнь членов семьи и их соратников не раз использовались писателями и сценаристами. В частности, Петтингилы фигурировали в сериалах ABC Phoenix (1992—1993) и Janus (1994—1995, в некоторых странах известен как Criminal Justice). Сериал Janus был основан на истории семьи Петтингилл, которая в самом сериале показана как семья Хеннеси.
В 2010 году Дэвид Мишо по собственному сценарию снял криминальный триллер «Царство животных», сюжет которого был основан на истории семьи Петтингил. Кэт послужила прототипом для Жанин «Смёрф» Коуди, которую сыграла Джеки Уивер, получившая за свою роль премию Австралийского киноинститута и номинации на премии «Оскар», «Сатурн» и «Золотой глобус» за лучшую женскую роль второго плана. В том же 2010 году был опубликован роман Стивена Сьюэлла Animal Kingdom, A Crime Story, основанный на сюжете фильме. В 2016 году в США начался показ сериала «Царство животных», телевизионной адаптации фильма Дэвида Мишо, действие которого перенесли в Южную Калифорнию.
Виктор Пирс был персонажем двух австралийских криминальных телесериалов, «Тёмная сторона» (2008), где его сыграл Эндрю Гилберт, и «Время убивать» (2011), в котором Пирса играл Малком Кеннард.
Также семья Петтингилл фигурировала в доку-сериале компании Netflix Drug Lords (2018).